# Phyllodocidae
Phyllodocidae ist der Name einer Familie mittelgroßer bis großer, frei lebender, im Meeresgrund grabender, meist räuberischer oder als Aasfresser lebender Vielborster (Polychaeta), die in Meeren weltweit zu finden sind.

## Merkmale
Die oft leuchtend gefärbten Vielborster der Familie Phyllodocidae werden bei einer Anzahl von 50 bis 100 Segmenten meist nicht mehr als 10 cm lang, doch können es in der Gattung Phyllodoce bei rund 600 Segmenten auch bis zu 30 cm sein.
Kennzeichnend für die Familie sind der muskulöse, ausstülpbare, meist mit Papillen besetzte Pharynx und die blattartigen dorsalen Cirren. Das Prostomium trägt ein Paar vorderer Antennen und ein Paar einfacher Palpen, die den paarigen Antennen ähneln. Eine mittlere Antenne oder Nackenpapille und ein Paar Augen können auch vorhanden sein, während ein Paar Nuchalorgane stets zu finden ist. Am Mund sitzen Endpapillen, doch gibt es keine Kiefer. Das erste Segment hat meist ein Paar Tentakel-Cirren, in der Gattung Eteone zwei Paar. Die ersten zwei oder drei Segmente können teilweise verschmolzen sein und insgesamt zwei bis vier Paar Tentakel-Cirren tragen. Sowohl die dorsalen als auch die ventralen Cirren sind blattartig, wobei die dorsalen meist viel größer sind als die ventralen. Die Parapodien sind unverzweigt oder verzweigt mit schwach entwickelten Notopodien. Während Borsten am ersten Segment fehlen, sind an den folgenden Segmenten auf den Neuropodien zusammengesetzte kapillarartige und selten einfache Borsten, an den Notopodien, wenn überhaupt vorhanden, einfache kapillarartige Borsten. Am Pygidium sitzt ein Paar Cirren.
Die Tiere haben keine Kiemen, doch dienen möglicherweise die blattartigen dorsalen Cirren der Atmung. Das schwach entwickelte Blutgefäßsystem hat kein zentrales Herz und besteht aus einem Rückengefäß, in dem das farblose Blut meist von vorn nach hinten fließt, und einem Bauchgefäß, das mit ersterem durch nicht vollständig vom Coelom abgetrennte Lateralgefäße verbunden ist.

## Verbreitung und Lebensraum
Die Phyllodocidae sind in Meeren weltweit verbreitet, wo sie insbesondere sandige und schlammige Meeresböden oder auch Flussmündungen (Ästuare) bewohnen.

## Entwicklungszyklus
Die Phyllodocidae sind getrenntgeschlechtlich, und viele Arten bilden bei der Paarung große Schwärme. Nur wenige Arten machen deutliche körperliche Veränderungen durch, so Eulalia bilineata, Mystides limbata und zwei Arten von Protomystides, bei denen paarungsbereite Tiere spezialisierte kapillarartige Borsten haben. Unverändert bei der Paarung bleiben die schwarmbildenden Arten Eumida sanguinea, Pirakia punctifera, Phyllodoce mucosa und Phyllodoce lamelligera sowie die nicht schwarmbildende Art Eulalia viridis. In der Regel paaren sich die Tiere in einem Alter von mindestens zwei Jahren und tun dies mehrmals in ihrem Leben. Die Befruchtung der Eizellen findet im freien Meerwasser statt.
Notophyllum foliosum trägt als einzige bekannte Art der Familie seine Eier in gelben Gallertbändern an seinen hinteren Notopodien. Eulalia viridis  erzeugt gallertige gründe Eigelege, die sie an Braunalgen befestigt. Die gallertigen Gelege von Phyllodoce mucosa können über 10.000 Eier enthalten. Die Larvenentwicklung ist bei Eteone dilatae, Eteone picta, Eteone longa, Eulalia viridis, Phyllodoce maculata und Phyllodoce mucosa bekannt. Die Larven entwickeln sich über zwei frei schwimmende Trochophora- und zwei Metatrochophora-Stadien, bevor sie sich nach 8 bis 65 Tagen bei einer Anzahl von 5 bis 9 Segmenten niedersinken lassen und zu kriechenden Würmern metamorphosieren. Die Trochophora ist stark positiv phototaktisch und schwimmt durch Wimpernschlag des Prototroch, dessen Aktivität mit zunehmendem Larvenalter abnimmt.

## Ernährung
Die Ernährung ist nur bei wenigen Arten der Phyllodocidae untersucht. Sowohl Phyllodoce mucosa als auch Eulalia viridis ernähren sich als Aasfresser vom Fleisch toter oder sterbender Tiere. Andere Arten ernähren sich von lebender Beute – meist anderen Polychaeten –, die mit dem ausstülpbaren Pharynx ergriffen wird. Eteone-Arten der Gezeitenzone folgen den Schleimspuren, die von Beutetieren hinterlassen wurden. Eteone heteropoda frisst sowohl Vielborster wie Nereis succinea als auch detritushaltiges Sediment, Eteone longa dagegen die Spioniden Spio filicornis und Scolelepis squamata.

## Gattungen
Die Familie Phyllodocidae wird in 19 Gattungen unterteilt:
Eteoninae Bergström, 1914
- Eteone Savigny, 1818
- Eulalia Savigny, 1822
- Eumida Malmgren, 1865
- Galapagomystides Blake, 1985
- Hesionura Hartmann-Schröder, 1958
- Hypereteone Bergström, 1914
- Mystides Théel, 1879
- Protomystides Czerniavsky, 1882
- Pseudomystides Bergström, 1914
- Pterocirrus Claparède, 1868
- Sige Malmgren, 1865

Notophyllinae Pleijel, 1991
- Austrophyllum Bergström, 1914
- Clavadoce Hartman, 1936
- Nereiphylla Blainville, 1828
- Notophyllum Örsted, 1843

Phyllodocinae Örsted, 1843
- Chaetoparia Malmgren, 1867
- Levisettius Thompson, 1979 †
- Paranaitis Southern, 1914
- Phyllodoce Lamarck, 1818